# 도리카이촌 (효고현)
도리카이촌(鳥飼村)은 효고현 쓰나군에 있던 촌이다. 현재의 스모토시에 해당한다.

## 역사
- 1889년 4월 1일 - 정촌제 시행에 의해 도리카이촌, 도리카이우라의 구역을 가지고 성립하였다.
- 1956년 9월 30일 - 쓰나군 쓰시정, 아이하라촌, 히로이시촌, 미하라군 사카이촌과 합병해 쓰나군 고시키정이 성립, 동일 도리카이촌은 폐지되었다.

## 참고문헌
- 角川日本地名大辞典 28 兵庫県